# Distillazione azeotropica

Diagramma di fase(a sinistra) e schema di processo (a destra) di distillazione azeotropica con agente materiale di separazione. In questo caso si sfrutta il fatto che il diagramma di fase presenta una lacuna di miscibilità, per cui condensando l'azeotropo che si viene a formare è possibile separare i componenti liquidi tramite decantazione: il liquido meno denso infatti si disporrà sopra al liquido più denso.

Nell'ambito dell'ingegneria chimica, per distillazione azeotropica si intende una tecnica di distillazione in cui al fine di svolgere una separazione viene ottenuta di proposito una miscela azeotropica oppure viene evitata la sua formazione.

## Distillazione azeotropica con agente materiale di separazione
Tale tecnica consiste nell'addizionare ad una miscela un altro componente (che funge da agente materiale di separazione) in modo tale che tale componente generi un azeotropo con uno degli altri componenti della miscela e in tale maniera permetta la separazione del terzo componente. Tale tecnica viene utilizzata per separare miscele azeotropiche (quando l'azeotropo che si genera addizionando l'AMS sia più bassobollente dell'azeotropo presente in precedenza), per separare una miscela di componenti aventi temperature di ebollizione molto vicine (cioè con volatilità prossime tra loro) oppure per sistemi in prossimità di un punto di pinch.
In alcuni casi, la sostanza che funge da agente materiale di separazione può essere già presente nella miscela da separare, per cui non è necessario aggiungerla.

## Esempi
Ad esempio per separare l'azeotropo acqua/etanolo si può utilizzare come agente materiale di separazione una delle seguenti sostanze: benzene, toluene, pentano, cicloesano, esano, eptano, isoottano, acetone o etere dietilico. Tra queste sostanze, in passato la più utilizzata era il benzene, che adesso non è più utilizzato a causa della sua azione cancerogena.